# Municipio de Högsby
El municipio de Högsby (en sueco: Högsby kommun) es un municipio en la provincia de Kalmar, al sur de Suecia. Su sede se encuentra en la ciudad de Högsby. El municipio actual se formó en 1969, cuando la ciudad de Högsby se fusionó con Fagerhult.

## Localidades
Hay 5 áreas urbanas (tätort) en el municipio:
| # | Tätort    | Población |
| - | --------- | --------- |
| 1 | Högsby    | 1,965     |
| 2 | Berga     | 785       |
| 3 | Ruda      | 608       |
| 4 | Fågelfors | 465       |
| 5 | Fagerhult | 235       |

## Ciudades hermanas
Högsby está hermanado o tiene tratado de cooperación con:
- Vörå, Finlandia
- Berga, España